# Derde geslacht

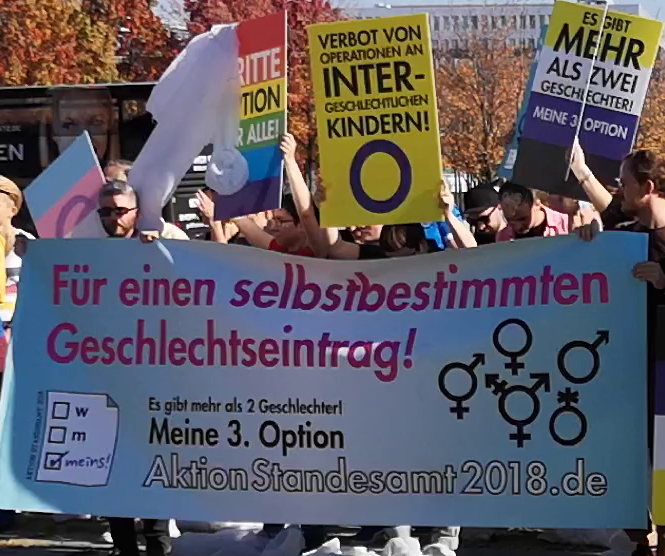
13 oktober 2018: Aktion Standesamt 2018, slotevenement over de uitvoering van de wet voor het derde geslacht in Duitsland voor de Bondskanselarij

De term derde geslacht behoort tot intersekse mensen. Dit zijn mensen die met mannelijke en vrouwelijke geslachtsdelen zijn geboren, dit verschilt per persoon. De term gender wordt bijvoorbeeld gebruikt door non-binaire mensen, ook al zijn er heel veel verschillende genders.
De genen van een mens bepalen of iemand biologisch een man of vrouw is, op basis van de aanwezigheid van geslachtschromosomen XX of XY. Mensen met chromosomenpaar XX zijn biologisch vrouwelijk, mensen met een chromosomenpaar XY zijn mannelijk. Intersekse mensen daarentegen worden geboren met 46 XY, 46 XX of variaties in de XX- of XY-chromosomen.
De omschrijving "man" of "vrouw" kan echter afwijken van bovenstaande biologische classificatie. In verschillende culturen wordt dan ook een tussenstadium tussen het mannelijk en vrouwelijk geslacht onderscheiden: een  geslacht dat "onzijdig" (noch mannelijk noch vrouwelijk) is, een dubbel geslacht, een wisselgeslacht of een geslacht dat volstrekt onafhankelijk is van het mannelijk en vrouwelijk geslacht.

## Nederland
Op 28 mei 2018 bepaalde de rechtbank Limburg in Nederland – op verzoek van de officier van justitie – dat het geslacht van een in 1961 geboren persoon verbeterd diende te worden van 'vrouw' naar 'geslacht is niet kunnen worden vastgesteld' en liet in een begeleidend persbericht weten dat "de tijd rijp is voor erkenning van een derde gender". Toen bij de geboorte van betrokkene het geslacht niet kon worden vastgesteld, hadden de ouders in de geboorteakte laten vastleggen dat het kind van het mannelijk geslacht was. In 2001 werd dat na een beroep op art. 28 van Boek 1 van het Nederlandse Burgerlijk Wetboek veranderd naar 'vrouwelijk' en op 28 mei 2018 uiteindelijk naar 'geslacht is niet kunnen worden vastgesteld' omdat de belanghebbende zich noch man, noch vrouw voelt.

## Derde landen
In 2011 voerde Nepal als eerste land ter wereld de optie van een derde geslacht toe in zijn volkstelling.

In Duitsland kan sinds 22 december 2018 een interseksueel kind in het geboorteregister naar keuze worden ingeschreven als "vrouwelijk", "mannelijk", "divers" of zonder geslachtsaanduiding. Er is ook een procedure voor interseksuele personen voorzien, die op latere leeftijd een andere van die vier opties willen kiezen (daarbij kunnen ze ook van voornaam veranderen).

De x-gender vlag

X-gender (Japans: Xジェンダー, geromaniseerd: x-jendā) is een in Japan gebruikte benaming voor een derde geslacht dat verschilt van M, voor mannelijk, of F, voor vrouwelijk. De term wordt gebruikt in plaats van niet-binair en genderqueer in Japan.